# Imhotep (krater)
Imhotep är en nedslagskrater på planeten Merkurius, med en diameter på ungefär 159 kilometer.
1976 uppkallades kratern efter det egyptiska universalgeniet Imhotep.